# Pelochyta atra
Pelochyta atra är en fjärilsart som beskrevs av Rothschild 1909. Pelochyta atra ingår i släktet Pelochyta och familjen björnspinnare. Inga underarter finns listade i Catalogue of Life.